# Walerian Wróbel

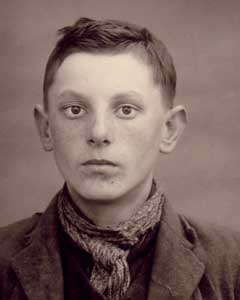
Walerian Wróbel przy aresztowaniu

Walerian Wróbel w niemieckich dokumentach nazistowskich Walerjan Wrobel, (ur. 2 kwietnia 1925 w Fałkowie; stracony 25 sierpnia 1942 w Hamburgu) – polski robotnik przymusowy, który został stracony przez nazistów w wieku zaledwie 17 lat.

## Życiorys

### Dzieciństwo i okupacja niemiecka
Wróbel był najstarszym spośród trojga dzieci i dorastał pod opieką rodziców w gospodarstwie rolnym w Fałkowie w dzisiejszym województwie świętokrzyskim. W porównaniu z rówieśnikami był nieco opóźniony w rozwoju i w ciągu siedmiu lat uczęszczania do szkoły ukończył zaledwie piątą klasę. 6 września 1939 roku (szóstego dnia kampanii wrześniowej) niemieckie lotnictwo zbombardowało w wiosce liczne domy. Ludność, która straciła dach nad głową, żyła później w ruinach lub u krewnych.

### Roboty przymusowe

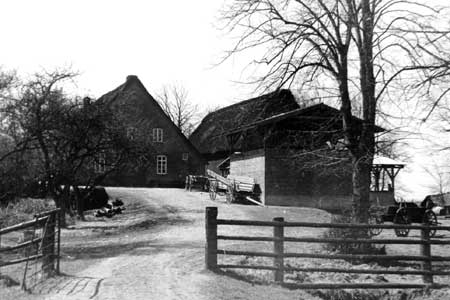
Gospodarstwo w Lesum, gdzie pracował Walerian Wróbel

Wkrótce po szesnastych urodzinach, w kwietniu 1941 roku chłopak został aresztowany przez niemieckich okupantów i jako tak zwany „pomocniczy robotnik rolny“ wysłany na roboty przymusowe do Bremy. 19 kwietnia został tam przydzielony do gospodarstwa położonego w miejscowości Lesum, stanowiącej centralną część północnej dzielnicy miasta Brema: Burglesum. Ze względu na silną tęsknotę za domem uciekł stamtąd już po kilku dniach, 26 kwietnia, ale został złapany i odwieziony do miejsca pracy.

### Przestępstwo
W nadziei na to, że w ramach kary zostanie odesłany do swojej ojczyzny, 29 kwietnia podpalił stertę siana w stodole. Ogień został szybko dostrzeżony przez chłopkę i ugaszony, w czym Wróbel sam pomagał, i dlatego nie wyrządził żadnych szkód. Mimo to chłopka zgłosiła to zdarzenie na policji.

### Areszt
Po przesłuchaniu został 2 maja aresztowany przez Gestapo. 28 czerwca osadzono go w obozie koncentracyjnym Neuengamme. Przydzielono go tam do tak zwanego Elbkommando (Grupa Łabska) i w jego składzie w ciągu następnych dziewięciu miesięcy musiał ciężko pracować przy budowie 600-metrowego bocznego kanału w Neuengamme pomiędzy obozem a Dove Elbe (boczne ramie Łaby) oraz przy następnie wykonywanym poszerzaniu Dove Elbe w dół. Więźniowie musieli tam pracować po 12 godzin dziennie w bardzo trudnych warunkach, często po pas w mule, i wielu z nich zmarło z wycieńczenia. W tym czasie zaprzyjaźnił się z o dwa lata starszym Michałem Piotrowskim, który po wojnie wspominał:
„Walerek był bardzo młody, bardzo naiwny. I nie miał też żadnego doświadczenia. Taki naiwny: Jak mu powiesz: to i to to prawda, albo że w obozie jest tak i tak – to on w to natychmiast uwierzy. On wierzy we wszystko. Tacy w obozie mają ciężko, bardzo ciężko. Tam trzeba być brutalnym, a nie naiwnym, a Walerek zawsze był naiwny, bardzo naiwny. Ciągle opowiadał o rodzicach, o siostrze, o szkole.“

### Proces

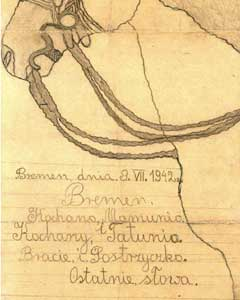
List pożegnalny Waleriana Wróbla z 8. czerwca 1942 z rysunkiem końskiej głowy (fragment)

W związku z pierwszą rozprawą sprawdzającą areszt Wróbel 8 kwietnia 1942 roku został przewieziony do Bremy, gdzie urządzony przy Sądzie Krajowym sąd specjalny otworzył przeciwko niemu postępowanie karne. Sąd doszedł do wniosku, że wprawdzie w chwili dokonania przestępstwa był jeszcze młodocianym w sensie Ustawy o Młodocianych (Jugendgerichtsgesetz), ale ona odnosi się jedynie do obywateli niemieckich i w związku z tym w tym przypadku nie ma zastosowania. Jedynie granica odpowiedzialności karnej od 14. roku życia dotyczy także Polaków, bo ona sama w sobie przynależy do prawa karnego. Rozporządzenie w sprawie stosowania kodeksu karnego wobec Polaków przewidywało w Artykule III, 2: „Kara śmierci zostanie orzeczona wtedy, gdy prawo przewiduje możliwość jej zastosowania.“ Sąd argumentował, że to rozporządzenie ma zastosowanie wobec Wróbla po pierwsze dlatego, że miejsce stałego pobytu miał on w Polsce (sąd zafałszował rzeczywistość twierdzeniem, że Wróbel „zgłosił się dobrowolnie do pracy w Niemczech“), a po drugie, dlatego że prokuratura powołując się właśnie na to rozporządzenie wniosła akt oskarżenia.
Mimo małoletniości w chwili dokonania przestępstwa sąd specjalny skazał 8 lipca Waleriana Wróbla zgodnie z § 306 nr 2 kodeksu karnego za podpalenie i dodatkowo jako „szkodnika narodu“ zgodnie z „Rozporządzeniem przeciwko szkodnikom narodu” na karę śmierci.
Następnego dnia chłopak potajemnie napisał list pożegnalny do swoich rodziców, do którego dołączył samodzielnie przez siebie wykonany rysunek głowy końskiej. List udało się przemycić z więzienia i dostarczyć rodzicom 

### Prośba o łaskę

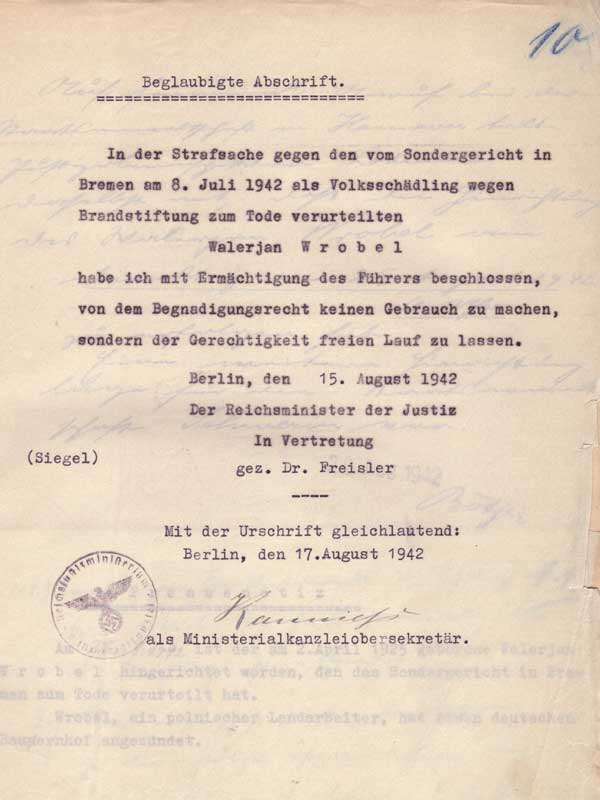
Odrzucenie prośby o łaskę

Środków prawnych przeciwko temu wyrokowi nie przewidziano, jednak już w dzień po ogłoszeniu wyroku sąd sam zajął stanowisko w sprawie zastosowania prawa łaski. Ze względu na to, że Wróbel w chwili popełnienia przestępstwa miał dopiero 16 lat i nadal sprawiał młodzieńcze wrażenie, nie należał do żadnej tajnej organizacji, a przestępstwa dopuścił się z tęsknoty, sędziowie opowiadali się za zamianą w ramach łaski kary śmierci na pobyt w obozie karnym o odpowiedniej długości. Nie można było się poza tym dopatrzyć, by przestępstwo zostało dokonane z zamiarem osłabienia siły obronnej kraju.
Obrońca Wróbla złożył 20 lipca prośbę o zastosowanie prawa łaski i wskazał w niej na umysłowe i fizyczne deficyty, jak również brak znajomości języka niemieckiego swojego mocodawcy, a poza tym na fakt, że przestępstwo praktycznie nie miało żadnych następstw. Obrońca przekonywał, że Wróbel z pewnością nie prowadził rozważań na temat osłabienia siły obronnej narodu niemieckiego, co zakładał sąd specjalny. Przy tym nie doszło do żadnego zaszkodzenia sile obronnej narodu względnie do jej osłabienia.
Dzień później, 21 lipca, prokurator okręgowy jako kierownik komórki oskarżycielskiej przy sądzie specjalnym także zalecał Franzowi Schlegelbergerowi, pełniącemu obowiązki ministra sprawiedliwości Rzeszy zamianę orzeczonej kary śmierci na długoletni pobyt w obozie karnym o zaostrzonym rygorze. Zwrócił uwagę na to, że rozprawa nie dawała żadnych podstaw do przypuszczeń, by Wróbel działał z pobudek antyniemieckich lub jako członek jakiejś podziemnej polskiej organizacji. Poza tym przekonująco wyjaśnił swoje motywy. Pismo prokuratora okręgowego kończyło się następującymi słowami:
„Niżej podpisany zdaje sobie sprawę z tego, że wyroki orzekające kary śmierci na Polakach z reguły muszą zostać wykonane bez brania względów na cokolwiek. Z drugiej zaś strony uważa on wykonywanie wyroku śmierci na niepełnoletnim chłopaku za niedopuszczalne. Należy przy tym uwzględnić także motyw (nie wynikający z antyniemieckiego nastawienia), jak również okoliczność, że powstała szkoda była drobna. Niżej podpisany jest przekonany, że okręgowa komenda policji zrezygnowałaby z przekazania skazanego prokuraturze i sama zarządziłaby egzekucję, jeśli zakładałaby, że zasługuje on na śmierć.“
Ostatnie zdanie odnosi się do zakończenia pobytu w obozie koncentracyjnym na rzecz aresztu śledczego pod nadzorem prokuratury. Ówczesny sekretarz stanu w ministerstwie sprawiedliwości Roland Freisler jednak 15 sierpnia odrzucił prośbę.

### Egzekucja
25 sierpnia 1942 o godzinie 6:15 wyrok śmierci został wykonany w Hamburgu poprzez ścięcie na gilotynie. Bezpośrednio potem w ponad 250 punktach Bremy rozwieszono obwieszczenia publicznie informujące o wykonaniu egzekucji na Wróblu mające służyć zastraszeniu.

## Dyskusja i pamięć
Postępowanie sądowe przeciwko Walerianowi Wróblowi jest obecnie najlepiej znanym i najczęściej wymienianym procesem sądu specjalnego w Bremie i jest tam ono traktowane jako symbol niesprawiedliwości nazistowskiego wymiaru sprawiedliwości. W połowie lat 80. na wniosek adwokata Heinricha Hannovera proces wszczęto na nowo. Na wniosek siostry Wróbla i Prokuratury w Bremie Sąd Krajowy w Bremie miał zadecydować o słuszności tamtego wyroku i postanowieniem z 26 listopada 1987 uchylił go (akta 16 AR 59/87).
W tym samym czasie zawiązało się stowarzyszenie „Verein Walerjan Wróbel“ stawiające sobie za cel upamiętnianie losów licznych robotników przymusowych w Bremie.
Losom Waleriana Wróbla poświęcono film fabularny pt. Das Heimweh des Walerjan Wróbel (Tęsknota Waleriana Wróbla). Scenariusz do niego napisał i reżyserię objął Rolf Schübel. Ten 95-minutowy film w roku 1991 zdobył nagrodę na holenderskim Festiwalu Filmów Młodzieżowych „Cinekid” i został nominowany do Niemieckiej Nagrody Filmowej. Był on ponadto prezentowany na pokazach specjalnych w ramach 16. Festiwalu Polskich Filmów Fabularnych w Gdyni w roku 1991. Do kin niemieckich trafił w roku 1992, a niemiecka Telewizja ZDF pokazała go po raz pierwszy w roku 1993.
29 sierpnia 2007, wkrótce po 65. rocznicy stracenia Wróbla, drodze na południowym wale przeciwpowodziowym Lesum (dolnego odcinka Wümme) w pobliżu zapory pływowej na Lesum w bremskim osiedlu Werderland podczas uroczystej ceremonii nadano nazwę Walerian-Wróbel-Weg.